# Conchez-de-Béarn
Conchez-de-Béarn är en kommun i departementet Pyrénées-Atlantiques i regionen Nouvelle-Aquitaine i sydvästra Frankrike. Kommunen ligger i kantonen Garlin som tillhör arrondissementet Pau. År 2022 hade Conchez-de-Béarn 112 invånare.

## Befolkningsutveckling
Antalet invånare i kommunen Conchez-de-Béarn
| Referens: INSEE |